# Монастырь Святого Георгия Караискаки
Монастырь святого Георгия «Караискаки» (греч. Ιερά Μονή Αγίου Γεωργίου «Καραϊσκάκη») — православный женский монастырь Фессалиотидской и Фанариоферсальской митрополии Элладской православной церкви, расположенный в горах близ городка Музакион, в Фессалии, в Греции.

## История
Монастырь был основан в 1590 году как мужская обитель.
Близ монастыря, по одной из версий, в горном селении, в 1782 году родился вождь греческих повстанцев Георгиос Караискакис, в связи с чем его имя стало фигурировать и в названии обители.
Древний кафоликон монастыря — небольшой однонефный храм, посвящённый святому Георгию Победоносцу. В двухъярусном иконостасе конца XVI — начала XVII века находятся иконы, написанные в 1599 и 1602 годах. Фрески собора, согласно надписи под южной аркой, написаны в 1719 году иеромонахом Серафимом из Хиоса и иконописцем Димитриосом Анагносту (Δημήτριος Αναγνώστου) из Мецовона. Икона Божией Матери «Пещерная» почитается как чудотворная.
Последний в XX веке игумен монастыря Дамаскин в годы немецко-фашистской оккупации создал при обители приют для сирот. С кончиной игумена монастырский комплекс длительное время оставался пустующим.
В 2003 году, по благословению митрополита Фессалиотидского и Фанариоферсальского Феоклита (Кумарьяноса), в монастырь прибыла группа монахинь, духовно опекаемых архимандритом Дионисием (Каламбокасом).
Монастырь многонациональный. Возглавляет обитель игуменья (герондисса) немецкого происхождения Диодора (Штапенхорст) (с миру Charlotte Stapenhorst). Другие монахини происходят из Франции, Германии, Нидерландов, Великобритании, Греции, США, Израиля, Украины, России, Белоруссии, Норвегии и Бангладеш.